# Zimowy Olimpijski Festiwal Młodzieży Europy 2013
XI Zimowy Olimpijski Festiwal Młodzieży Europy 2013 – jedenasta edycja zimowego olimpijskiego festiwalu młodzieży Europy, odbywająca się w dniach 17–22 lutego 2013 r. w Braszowie, Poiana Brașov, Râșnov, Predeal i Cheile Grădiştei. Główną bazą XI EYOF był Braszów, gdzie zakwaterowano większość uczestników imprezy, a także zostały zlokalizowane centralne biura zawodów i centrum prasowe.

## Konkurencje
W imprezie brało udział około 910 uczestników z 45 europejskich państw. Młodzi sportowcy rywalizowali w dziewięciu konkurencjach:
- biathlon (wyniki)
- biegi narciarskie (wyniki)
- narciarstwo alpejskie (wyniki)
- łyżwiarstwo figurowe (wyniki)
- snowboarding (wyniki)
- skoki narciarskie (wyniki)
- short track (wyniki)
- hokej na lodzie (wyniki)

## Areny festiwalu
| Miasto           | Dyscyplina                                         |
| ---------------- | -------------------------------------------------- |
| Braszów          | hokej na lodzie, short track, łyżwiarstwo figurowe |
| Râșnov           | skoki narciarskie                                  |
| Predeal          | biegi narciarskie, snowboarding                    |
| Cheile Grădiştei | biathlon                                           |
| Poiana Brașov    | narciarstwo alpejskie                              |

## Wyniki

### Narciarstwo alpejskie
| Konkurencja             | Data           | Złoto | Srebro | Brąz |
| ----------------------- | -------------- | --- | --- | --- |
| slalom gigant dziewcząt | 18 lutego 2013 | Verena Gasslitter | Roberta Melesi | Christina Ager                                                                                             |
| slalom gigant chłopców  | 19 lutego 2013 | Manuel Annewanter | Mathias Elmer Graf                                                                                                   | Elie Gateau                                                                                                |
| slalom dziewcząt        | 20 lutego 2013 | Nora Grieg Christensen | Christina Ager | Saša Brezovnik                                                                                             |
| slalom chłopców         | 21 lutego 2013 | Štefan Hadalin | Aljaž Dvornik | Elie Gateau                                                                                                |
| sztafeta mieszana       | 22 lutego 2013 | Austria Christina Ager · Elisabeth Reisinger · Theresa Steinlechner · Manuel Annewanter · Mathias Elmar Graf · Marco Schwarz | Włochy Nicole Delago · Veronica Olivieri · Verena Gasslitter · Hannes Zingerle · Tommaso Sala · Frederico Liberatore | Szwajcaria Vanessa Kasper · Julie Dayer · Elena Stoffel · Sandro Simonet · Nils Hintermann · Janic Hofmann |

### Skoki narciarskie
| Konkurencja                   | Data           | Złoto                                                                                        | Srebro                                                                          | Brąz                                                                                       |
| ----------------------------- | -------------- | -------------------------------------------------------------------------------------------- | ------------------------------------------------------------------------------- | ------------------------------------------------------------------------------------------ |
| indywidualny (HS100) chłopców | 18 lutego 2013 | Cene Prevc                                                                                   | Anže Lanišek                                                                    | Thomas Hofer                                                                               |
| indywidualny (HS71) dziewcząt | 19 lutego 2013 | Anna Rupprecht                                                                               | Sonja Schoitsch                                                                 | Lena Selbach                                                                               |
| drużynowy (HS100) chłopców    | 20 lutego 2013 | Słowenia 1. Nejc Seretinek 2. Cene Prevc 3. Florjan Jelovčan 4. Anže Lanišek                 | Niemcy 1. Paul Winter 2. Julian Hahn 3. Thomas Dufter 4. Sebastian Bradatsch    | Austria 1. Maximilian Steiner 2. Mario Mendel 3. Simon Greiderer 4. Thomas Hofer           |
| drużynowy (HS71) dziewcząt    | 21 lutego 2013 | Czechy 1. Karolína Indráčková 2. Michaela Rajnochová 3. Natálie Dejmková 4. Barbora Blažková | Niemcy 1. Celina Dollberg 2. Carina Wursthorn 3. Lena Selbach 4. Anna Rupprecht | Rosja 1. Alina Bobrakowa 2. Ajsyłu Fachiertdinowa 3. Alona Sutiagina 4. Kristina Zachirowa |
| mieszany (HS71)               | 22 lutego 2013 | Niemcy 1. Lena Selbach 2. Anna Rupprecht 3. Thomas Dufter 4. Sebastian Bradatsch             | Słowenia 1. Anja Javoršek 2. Julija Sršen 3. Cene Prevc 4. Anže Lanišek         | Austria 1. Elisabeth Raudaschl 2. Sonja Schoitsch 3. Maximilian Steiner 4. Thomas Hofer    |

### Short track
| Konkurencja              | Data           | Złoto                                                                          | Srebro                                                                           | Brąz                                                                                |
| ------------------------ | -------------- | ------------------------------------------------------------------------------ | -------------------------------------------------------------------------------- | ----------------------------------------------------------------------------------- |
| 1500 m chłopców          | 17 lutego 2013 | Tristan Navarro                                                                | Danił Zasowow                                                                    | Yoann Martinez                                                                      |
| 1500 m dziewcząt         | 17 lutego 2013 | Sofija Proswirnowa                                                             | Anna Kalinina                                                                    | Oliwia Gawlica                                                                      |
| 500 m chłopców           | 18 lutego 2013 | Dienis Ajrapetjan                                                              | Emil Imre                                                                        | Leonardo Palla                                                                      |
| 500 m dziewcząt          | 18 lutego 2013 | Sofija Proswirnowa                                                             | Kathryn Thomson                                                                  | Nicole Botter-Gomez                                                                 |
| 1000 m chłopców          | 19 lutego 2013 | Emil Imre                                                                      | Tristan Navarro                                                                  | Dienis Ajrapetjan                                                                   |
| 1000 m dziewcząt         | 19 lutego 2013 | Sofija Proswirnowa                                                             | Anna Kalinina                                                                    | Aurélie Monvoisin                                                                   |
| 3000 m sztafeta mieszana | 19 lutego 2013 | Francja Margaux Maurice · Aurélie Monvoisin · Yoann Martinez · Tristan Navarro | Włochy Nicole Botter-Gomez · Gloria Malfatti · Damiano Giuliani · Leonardo Palla | Polska Oliwia Gawlica · Magdalena Warakomska · Grzegorz Gawryluk · Krystian Korecki |

### Biegi narciarskie
| Konkurencja                       | Data           | Złoto                                                                                    | Srebro                                                                    | Brąz                                                                                      |
| --------------------------------- | -------------- | ---------------------------------------------------------------------------------------- | ------------------------------------------------------------------------- | ----------------------------------------------------------------------------------------- |
| 7,5 km stylem dowolnym dziewcząt  | 18 lutego 2013 | Victoria Carl                                                                            | Anastasija Siedowa                                                        | Anamarija Lampič                                                                          |
| 5 km stylem klasycznym dziewcząt  | 19 lutego 2013 | Anastasija Siedowa                                                                       | Victoria Carl                                                             | Natalja Niepriajewa                                                                       |
| sprint dowolnym dziewcząt         | 21 lutego 2013 | Victoria Carl                                                                            | Natalja Niepriajewa                                                       | Anamarija Lampič                                                                          |
| 10 km stylem dowolnym chłopców    | 18 lutego 2013 | Aleksiej Czerwotkin                                                                      | Jewgienij Wachruszew                                                      | Ole Jørgen Bruvoll                                                                        |
| 7,5 km stylem klasycznym chłopców | 19 lutego 2013 | Aleksiej Czerwotkin                                                                      | Ole Jørgen Bruvoll                                                        | Marius Cebulla                                                                            |
| sprint dowolnym chłopców          | 21 lutego 2013 | Aksel Rosenvinge                                                                         | Eirik Sverdrup Augdal                                                     | Lauri Vuorinen                                                                            |
| sztafeta mieszana                 | 22 lutego 2013 | Rosja Aleksandr Bakanow · Natalja Niepriajewa · Aleksiej Czerwotkin · Anastasija Siedowa | Niemcy Adrian Schuler · Katharina Hennig · Marius Cebulla · Victoria Carl | Norwegia Eirik Sverdrup Augdal · Lotta Udnes Weng · Ole Jørgen Bruvoll · Tiril Udnes Weng |

### Biathlon
| Konkurencja                          | Data           | Złoto                                                                               | Srebro                                                                     | Brąz                                                                        |
| ------------------------------------ | -------------- | ----------------------------------------------------------------------------------- | -------------------------------------------------------------------------- | --------------------------------------------------------------------------- |
| bieg indywidualny (10 km) dziewcząt  | 19 lutego 2013 | Marion Deigentesch                                                                  | Gabrielė Leščinskaitė                                                      | Tuuli Tomingas                                                              |
| sprint (6 km) dziewcząt              | 21 lutego 2013 | Kinga Mitoraj                                                                       | Dorottya Búzás                                                             | Anastasija Merkuszyna                                                       |
| bieg indywidualny (12,5 km) chłopców | 19 lutego 2013 | Dominic Reiter                                                                      | Anthony Benoit                                                             | Wiktor Plitcew                                                              |
| sprint (7,5 km) chłopców             | 21 lutego 2013 | Émilien Jacquelin                                                                   | Lars-Erik Weick                                                            | Wiktar Krjuko                                                               |
| sztafeta mieszana                    | 22 lutego 2013 | Ukraina Anastasija Merkuszyna · Anastasija Nyczyporenko · Anton Myhda · Maksym Iwko | Niemcy Marion Deigentesch · Anna Weidel · Dominic Reiter · Lars-Erik Weick | Austria Simone Kupfner · Julia Schwaiger · Patrick Wallinger · Fabian Ulmer |

### Snowboarding
| Konkurencja                        | Data           | Złoto               | Srebro              | Brąz               |
| ---------------------------------- | -------------- | ------------------- | ------------------- | ------------------ |
| snowboardcross dziewcząt           | 19 lutego 2013 | Juliette Lefèvre    | Francesca Gallina   | Katharina Neussner |
| snowboardcross chłopców            | 19 lutego 2013 | Jerome Lymann       | Luca Hämmerle       | Sandro Perrenoud   |
| slalom gigant równoległy dziewcząt | 21 lutego 2013 | Elisa Profanter     | Carolin Langenhorst | Michelle Dekker    |
| slalom gigant równoległy chłopców  | 21 lutego 2013 | Władisław Szkurikin | Oskar Kwiatkowski   | Jure Retuznik      |

### Łyżwiarstwo figurowe
| Konkurencja | Data              | Złoto           | Srebro          | Brąz                   |
| ----------- | ----------------- | --------------- | --------------- | ---------------------- |
| soliści     | 20-21 lutego 2013 | Adian Pitkiejew | Jarosław Paniot | Adrien Tesson          |
| solistki    | 20-21 lutego 2013 | Marija Stawicka | Anaïs Ventard   | Maria Katharina Herceg |

### Hokej na lodzie
| Data                  | Złoto     | Srebro | Brąz       |
| --------------------- | --------- | ------ | ---------- |
| finał: 22 lutego 2013 | Finlandia | Rosja  | Szwajcaria |

## Klasyfikacja medalowa
| L.p. | Państwo         |    |   |   | Razem |
| ---- | --------------- | -- | - | - | ----- |
| 1.   | Rosja           | 11 | 7 | 4 | 22    |
| 2.   | Niemcy          | 6  | 7 | 3 | 16    |
| 3.   | Francja         | 4  | 3 | 5 | 12    |
| 4.   | Słowenia        | 3  | 3 | 4 | 10    |
| 5.   | Austria         | 2  | 4 | 6 | 12    |
| 6.   | Włochy          | 2  | 4 | 2 | 8     |
| 7.   | Norwegia        | 2  | 2 | 2 | 6     |
| 8.   | Rumunia         | 1  | 2 | 0 | 3     |
| 9.   | Polska          | 1  | 1 | 2 | 4     |
| 10.  | Ukraina         | 1  | 1 | 1 | 3     |
| 11.  | Szwajcaria      | 1  | 0 | 3 | 4     |
| 12.  | Finlandia       | 1  | 0 | 1 | 2     |
| 13.  | Czechy          | 1  | 0 | 0 | 1     |
| 14.  | Wielka Brytania | 0  | 1 | 0 | 1     |
| 14.  | Litwa           | 0  | 1 | 0 | 1     |
| 16.  | Białoruś        | 0  | 0 | 1 | 1     |
| 16.  | Estonia         | 0  | 0 | 1 | 1     |
| 16.  | Holandia        | 0  | 0 | 1 | 1     |